# フォード・ギャラクシー (ミニバン)
ギャラクシー（Galaxy ）は、フォードが1995年から2023年まで生産していたミニバンである。

## 初代（1995年 – 2006年）
1995年5月に生産を開始。2000年にはマイナーチェンジを実施。2004年には主にテールランプ周りの軽微なマイナーチェンジを実施した。

## 2代目（2006年 − 2015年）
2代目ギャラクシーは、2006年ジュネーブモーターショーで発表され、2006年6月にフォード・S-MAXと一緒に発売された。

## 3代目（2015年 – 2023年）
姉妹関係にあったS-MAXが先に2014年のパリモーターショーで発表された。ギャラクシーは2015年のジュネーブモーターショーで発表された後、2015年半ばに発売された。スペインのバレンシア工場で生産される。
2022年10月26日、2023年4月に生産を終了すると発表。直接の後継車はなし。